# Niklas Dams
Niklas Dams (* 28. Mai 1990 in Düsseldorf) ist ein deutscher Fußballspieler, der auf der Position des Abwehrspielers spielt.

## Karriere
Niklas Dams begann mit dem Fußball im Nachwuchs des ASV Tiefenbroich. Später ging er dann in den Nachwuchs von Fortuna Düsseldorf. 2003 zog es ihn dann ein paar Kilometer westlich zu Borussia Mönchengladbach.
Nachdem seine Zeit im Nachwuchs vorbei war, da er die Altersgrenze erreicht hatte, wurde er in die in der Regionalliga spielende zweite Mannschaft hochgezogen. Am 9. August 2009 gab er sein Debüt für die zweite Mannschaft, als er am ersten Spieltag gegen den SV Waldhof Mannheim, in der Startelf stand. Zum Saisonende standen 16 Einsätze, 12 davon über 90 Minuten. In der Folgesaison kam er zu vier Toren bei 33 Einsätzen. Am 31. Mai 2011 unterschrieb er einen Profivertrag bei der Borussia. Er war von nun an fester Bestandteil des Bundesligakaders, verstärkte jedoch meist die U-23 Borussias, um weiterhin Spielpraxis zu sammeln. Insgesamt kam er in der Saison 2011/12 zu 26 Einsätzen in der Regionalliga West, in denen er einen Treffer erzielte. In der Saison 2012/13 kam er weiterhin meist in der Regionalliga zum Einsatz. Am 6. Dezember 2012 stand er im Kader des Europa League Spiels gegen Fenerbahçe Istanbul, kam jedoch nicht zum Einsatz.
Am 6. Juli 2013 wurde bekannt, dass Dams zum Schweizer Traditionsverein Servette FC Genève wechselt. Dort wurde er mit einem Drei-Jahres-Vertrag ausgestattet. Niklas Dams wurde auf Empfehlung seines Trainers bei der Borussia, Lucien Favre, nach Genf transferiert. Dort hatte gerade dessen Sohn, Loic Favre, den Posten des Sportchefs übernommen.
Seinen ersten Pflichtspieleinsatz für Servette hatte Dams beim Auswärtssieg gegen den FC Wohlen am 13. Juli 2013. Am Ende seiner ersten Saison in der Schweiz kam er insgesamt in 27 Pflichtspielen zum Einsatz, davon alle in der Startformation. Servette landete jedoch nur auf einem enttäuschenden 5. Platz. In der nächsten Saison sollte alles besser werden. Unter dem neuen Trainerstab um Cheftrainer Kevin Cooper war Dams weiterhin der Abwehrchef und avancierte zum Kapitän des Teams. Auch in dieser Saison stand Dams immer in der Startformation und kam insgesamt auf 35 Pflichtspieleinsätze. Servette beendete die Saison auf dem 2. Platz hinter Aufsteiger Lugano, die sich mit Servette bis zum 35. Spieltag einen engen Zweikampf um den Aufstieg lieferten.
Ende Juli 2015 wechselte er zum SV Wehen Wiesbaden. Beim deutschen Drittligisten, dessen Mannschaft zu diesem Zeitpunkt von seinem ehemaligen Gladbacher Trainer Sven Demandt trainiert wurde, unterschrieb er einen Vertrag bis 2017. Im April 2017 wurde sein Vertrag beim SV Wehen Wiesbaden um zwei weitere Jahre verlängert. In der Saison 2018/19 stieg er mit dem SV Wehen Wiesbaden von der 3. Liga in die 2. Bundesliga auf.

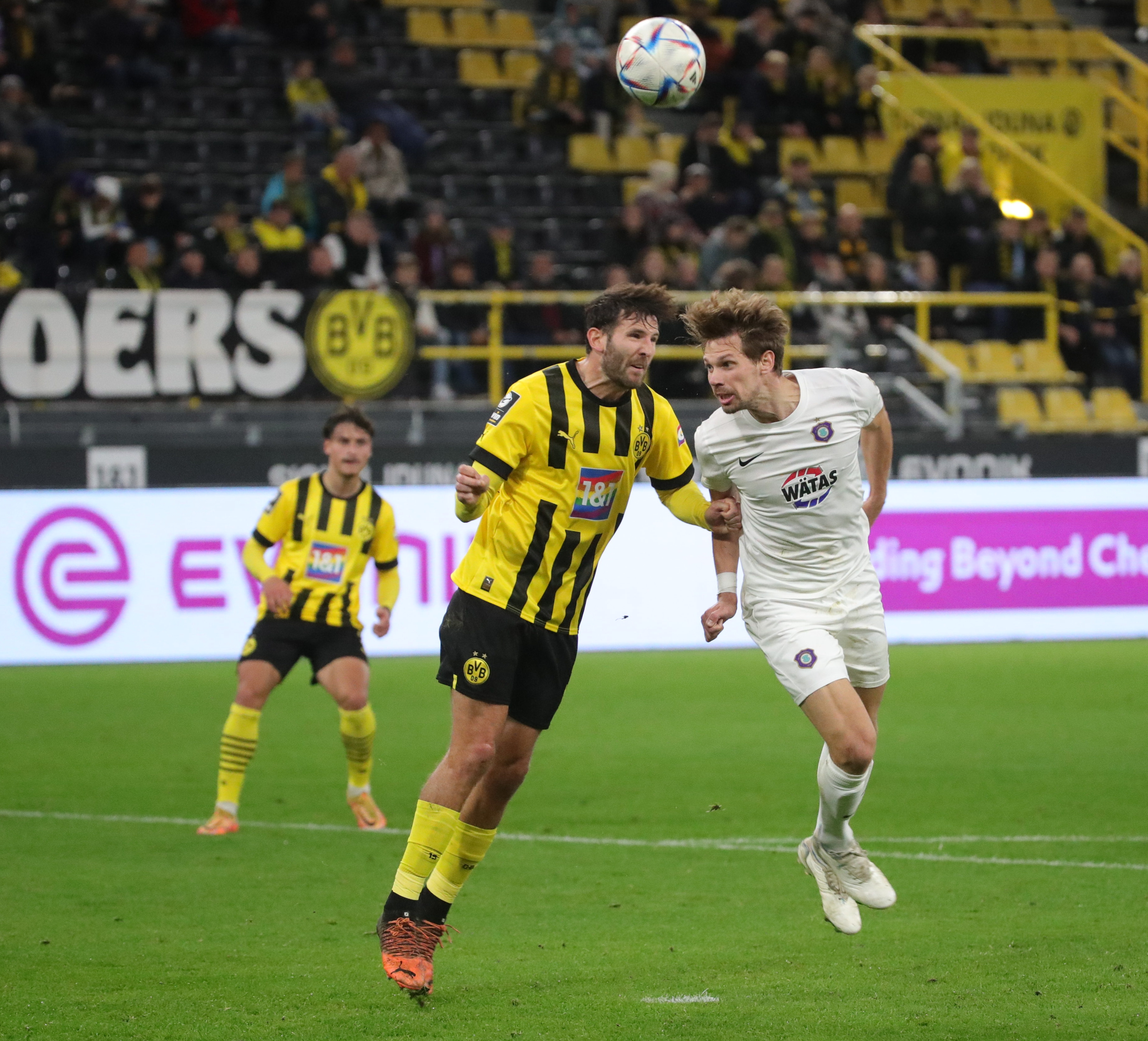
Niklas Dams im Kopfballduell mit Maximilian Thiel (2022)

Im August 2020 wechselte Dams zur zweiten Mannschaft von Borussia Dortmund. Die Saison beendete Borussia Dortmunds U 23 mit nur einer Niederlage auf dem ersten Platz und stieg damit direkt in die 3. Liga auf. Dams wurde dabei als Routinier in allen 40 Spielen der Saison eingesetzt.
Zur Saison 2023/24 wechselt Dams zum Ligakonkurrenten Wuppertaler SV.

## Erfolge
- Aufstieg in die 2. Bundesliga: 2019 mit dem SV Wehen Wiesbaden
- Aufstieg in die 3. Liga: 2021 mit Borussia Dortmund II